# Ерих фон Деникен
Ерих Антон Паул фон Деникен (на немски: Erich Anton Paul von Däniken) е швейцарски писател на тема палеоконтакт и праастронавтика (древни астронавти или космонавти), т.е. на идеята за посещението на Земята в миналото от неидентифицирани форми на разум и тяхното въздействие върху появата на човека и човешката история.
От малък се интересува от древни надписи и рисунки, както и от някои археологически загадки. На базата на тях той развива псевдонаучна теория, в която е заложена хипотезата, че още в древни времена Земята е била посещавана от извънземни. Деникен дори твърди, че извънземните упражнявали влияние върху хода на еволюцията. Заедно с Робер Шару, който през 1962 г. написва „Непознатата история на човечеството отпреди 100 хиляди години“, според която животът на Земята е пренесен от напреднала извънземна цивилизация. Инициатор е на уникалния музей на загадките в град Интерлакен, Швейцария.

## Проблеми със закона
Съприкосновенията на Ерих фон Деникен с властите на закона започват в ранните му години. През 60-те години на XX век Фон Деникен работи в редица хотели и ресторанти в Швейцария. По това време е осъден за измама на управител в един от хотелите и излежава присъдата си в затвора. През 1967 г., малко след публикуването на Chariots of the Gods, той е арестуван и обвинен от Интерпол за измама и укриване на данъци в рамките на 14 000 щатски долара. В рамките на разследването властите откриват огромен личен дълг в размера на 700 000 щатски долара. Ерих фон Деникен е признат за виновен за злоупотреба и незаконно укриване на данъци. Излежава присъда за повече от три години в швейцарски затвор.

## Критика
Творчеството на Ерих фон Деникен създава доста противоречия. Неговите идеи като цяло не се приемат от научната общност. Критикуван е от известни учени като Карл Сейгън и Йосиф Шкловски. Карл Сейгън например заявява, че макар да е възможно посещението от извънземни цивилизации по принцип, палеоконтакт с такава цивилизация оставя и изисква необикновени доказателства, каквито Фон Деникен не представя, което прави тезата му научно неиздържана.

## Творчество
Неговите книги са преведени на 32 езика и излезли в тираж над 62 милиона екземпляра. Първата му книга „Спомени от бъдещето“ е издадена през 1968 и през 1970 излиза документален филм, направен по нея. Някои по-известни негови произведения са:
- Спомени от бъдещето (1968), оригинално заглавие: Erinnerungen an die Zukunft, Souvenir du futur, 1968. превод на английски: Chariots of the Gods. Unsolved Mysteries of the Past.
- Завръщане към звездите (1969), оригинално заглавие: Zurück zu den Sternen, 1969.
- Моите доказателства (1978) – ISBN-10: 2226006869.
- Страшният съд е започнал отдавна (1995), оригинално заглавие: Der jüngste Tag hat längst begonnen